# Fluocynolon
Fluocynolon – organiczny związek chemiczny, syntetyczny, fluorowany steroidowy lek przeciwzapalny i przeciwuczuleniowy. Zmniejsza obrzęk oraz przepuszczalność naczyń włosowatych. Siła działania przeciwzapalnego, przeciwuczuleniowego i kurczącego naczynia krwionośne jest porównywalna z triamcynolonem.

## Wskazania
- stany zapalne pochodzenia uczuleniowego
- łojotokowe zapalenie skóry
- łuszczyca
- liszaj rumieniowaty
- rumień wielopostaciowy
- wypryski kontaktowe i endogenne
- AZS
- neurodermit[4]

## Przeciwwskazania
- nadwrażliwość na lek
- bakteryjne, grzybicze, wirusowe zakażenia skóry
- gruźlice
- trądzik pospolity i różowaty
- nowotwory skóry
- przebyte szczepienia ochronne
- perioral dermatitis

## Działania niepożądane
- rozszerzenie naczyń skóry
- zwiotczenie skóry
- wysuszenie skóry
- reakcje uczuleniowe
- trądzik steroidowy na twarzy
- przebarwienia skóry
- zapalenie mieszków włosowych skóry
- nadmierny porost włosów

## Preparaty proste
- Flucinar – maść 0,025%, krem 0,025%
- Flucinar N – maść 0,25% z dodatkiem 5 mg neomycyny

## Dawkowanie
Zewnętrznie. Dawkę i częstotliwość stosowania leku ustala lekarz. Zwykle 2–3 razy dziennie przez 1–2 tygodni na zmienioną chorobowo skórę.